# Concha Piquer
Concepción Piquer López (València, 8 de desembre del 1908 - Madrid, 12 de desembre del 1990) coneguda artísticament com a Concha Piquer, va ser una cantant i actriu valenciana, una de les figures més rellevants de la copla. Va interpretar diverses composicions clau de la cançó espanyola, de caràcter sentimental i sovint amb elements folklòrics andalusos, quasi totes obra de Salvador Valverde, Quintero, León i Quiroga, com ara Ojos verdes, Tatuaje, Y sin embargo te quiero, Suspiros de España i moltes més.

## Vida i obra
Va nàixer el 8 de desembre del 1908 al si d'una família humil que havia tingut anteriorment quatre fills, tots els quals havien mort de manera prematura. Quan tenia 11 anys va fer el seu debut al teatre Segueros de València. Va estudiar cant amb el mestre Laguna. Va actuar en El Grau de Gandia i en els teatres valencians Apolo i Kursaal.

### L'aventura americana
Va ser descoberta pel mestre Penella, que preparava l'estrena de la seua òpera El gato montés a Nova York. El 13 de setembre del 1922, en un entreacte d'esta estrena, va interpretar la cançó El florero, de Penella. Va passar cinc anys als Estats Units, cantant a Broadway i en molts teatres. L'any 1927 va participar en el primer llargmetratge sonor, El cantant de jazz (The Jazz Singer, 1927, Alan Crosland), amb Al Jolson. En 1923 ja havia participat en una pel·lícula més curta on interpretava diverses cançons i que seria, doncs, la primera pel·lícula sonora.

### Retorn
Va retornar a l'Estat espanyol, on va actuar al teatre Romea de Madrid i al Coliseum barceloní, i va rodar a París El negro que tenía el alma blanca, de Benito Perojo. Va continuar amb La bodega (1930, Benito Perojo), Yo canto para ti (1935, Fernando Roldán), La Dolores (1940, Florián Rey), Filigrana (1949, Luis Marquina) i Me casé con una estrella (1951, Luis César Amadori). El 1933 es va casar amb el torero Antonio Márquez. Va conéixer el poeta i lletrista Rafael de León i juntament amb Antonio Quintero i el mestre Manuel López-Quiroga y Miguel, va crear una sèrie d'espectacles on apareixien cançons que es van fer molt populars, com la copla La Parrala. Altres cançons seues són Tatuaje, Cinco Farolas, Ojos verdes, No te mires en el río, Los piconeros, La Lirio, Romance de la reina Mercedes, A la lima y al limón, Antonio Vargas Heredia, Cárcel de oro, La niña de la estación, No me quieras tanto, Yo soy ésa, Y sin embargo te quiero o La Maredeueta.
Al teatre Victoria d'Isla Cristina va tenir lloc, el 1958, la seua darrera actuació, interpretant "Mañana sale". Va decidir retirar-se després de perdre la veu per uns moments. València li va dedicar un carrer i li va fer un museu al centre de la ciutat. Va morir a Madrid el 12 de desembre del 1990.

## Curiositats
- La Maredeueta és l'única cançó en què Concha Piquer utilitza el valencià, només en algunes frases.